# 아고게
아고게(그리스어: Άγωγή, 영어: agoge) 또는 스파르타 교육(-敎育, 영어: Spartan education)은 고대 스파르타에서 행해진 극히 엄격한 스파르타의 모든 남성 시민(에우리폰티드 왕가와 아기아드 왕가의 장손은 예외)을 위한 국가 주도의 교육을 이르는 말이다. 교육 목적은 애국심과 강한 체력을 갖추고 국가에 봉사하는 인간을 키우는 데 있었으며, 국가가 교육을 철저히 통제했다. 교육 내용에는 은신, 스파르타에 대한 충성심 고취, 극기훈련을 포함한 군사훈련, 사냥, 춤, 노래, 사교 소통 준비 등이다. ‘아고게’(agoge)라는 단어는 고대 그리스어로 ‘양육’을 뜻했지만, 문맥상 일반적으로 ‘지도’(leading), ‘선도’(guidance), ‘훈련’(training)을 의미했다.
민간 전설에 따르면, 아고게는 신화적인 입법가 리쿠르고스에 의해 도입되었다고 전한다. 그러나 그 기원은 국가가 7세에서 21세에 이르는 남성 시민들을 훈련시킨 기원전 7세기에서 6세기 사이일 것이라고 추측된다.
남자 아이가 태어나면 신체검사를 해서 허약한 아이는 산 속에 내다버리고, 건강한 아이만 키웠다. 따라서 오늘날 스파르타식 교육이라 하면 강압적인 교육을 뜻한다.

## 같이 보기
- 파이데이아